# Géographie des îles Cook
Les îles Cook sont situées en Océanie, dans l'océan Pacifique sud. Le pays est formé de 15 îles, toutes d'origine volcanique malgré leurs formes très différentes (île volcanique récente comme Rarotonga, atolls, atolls surélevés…). En tout, ces îles représentent 240 km2 de terres émergées (à peu près la taille de la ville de Marseille), ce qui fait des Îles Cook l'un des plus petits pays du monde. En revanche, ces îles sont réparties sur plus de 2,2 millions de kilomètres carrés d'océan (soit la taille du Groenland ou de l'Arabie saoudite).

## Description
Les îles Cook sont traditionnellement divisées en deux groupes : les Îles Cook du Sud, qui comprennent des îles à la morphologie variée relativement proches les unes des autres et les Îles Cook du Nord, atolls (à l'exception de Nassau qui est un îlot corallien sans lagon) éparpillés sur plus d'un millier de kilomètres.
Étant donné sa position, l'île de Palmerston est décrite comme une des îles du groupe méridional mais sa situation excentrée et sa morphologie (c'est un atoll) pourrait également la rattacher aux îles du nord.

## Liste des îles

### Groupe septentrional
| Île       | Population | Surface | Description                                                                                  | Carte |
| --------- | ---------- | ------- | -------------------------------------------------------------------------------------------- | ----- |
| Manihiki  | 200        | 5,4 km2 | Atoll                                                                                        |       |
| Nassau    | 70         | 1,3 km2 | îlot corallien                                                                               |       |
| Penrhyn   | 200        | 9,8 km2 | Atoll                                                                                        |       |
| Pukapuka  | 500        | 3 km2   | Atoll constitué de trois îles principales et d'une lagune entourée d'une barrière de corail. |       |
| Rakahanga | 80         | 4 km2   | Atoll                                                                                        |       |
| Suwarrow  | 0          | 0,4 km2 | Atoll                                                                                        |       |

### Groupe méridional
| Île        | Population | Surface | Description | Carte |
| ---------- | ---------- | ------- | --- | ----- |
| Aitutaki   | 2000       | 18 km2  | Presqu'atoll avec une île principale où le socle volcanique affleure et culmine à 120 m et des motu coralliens. |       |
| Atiu       | 600        | 27 km2  | Makatea |       |
| Mangaia    | 600        | 52 km2  | Makatea |       |
| Manuae     | 0          | 6 km2   | Atoll composé de deux îlots (motu) et d'une lagune entourée d'une barrière de corail.                           |       |
| Mauke      | 600        | 20 km2  | Makatea |       |
| Mitiaro    | 200        | 22 km2  | Makatea |       |
| Palmerston | 50         | 2 km2   | Atoll |       |
| Rarotonga  | 14000      | 67 km2  | Île volcanique entourée d'une barrière de corail.                                                               |       |
| Takutea    | 0          | 1 km2   | Îlot corallien, situé à environ 20 km d'Atiu.                                                                   |       |

## Statistiques[4]
- Localisation : Océanie, dans un groupe d'îles du Pacifique sud, entre Hawaii et la Nouvelle-Zélande
- Coordonnées géographiques : 21°14' Sud, 159°46' Ouest
- Superficie :
  - totale : 240 km2
  - Terre : 240 km2
  - eau : 0 km2
- Aire - comparaison : 2,3 fois la superficie de la ville de Paris
- Frontières : 0 km (état insulaire)
- Côtes : 120 km
- Territoire maritime :
  - Plateau continental : 370 km du rivage ou la limite du plateau continental
  - Zone exclusive économique : 370 km
  - Territoire maritime : 22 km
- Climat : tropical modéré par les vents dominants
- Terrain : au niveau de la mer avec des atolls de corail dans le nord et accidentées avec les îles volcaniques dans le sud
- Altitudes extrêmes :
  - Point le plus bas : 0 m (océan Pacifique)
  - Point le plus haut : 653 m (Te Manga)
- Ressources naturelles : négligeables
- Utilisation de la terre :
  - Terre en friche : 9 %
  - Récoltes permanentes : 13 %
  - Terres irriguées : négligeables
  - Pâturages permanents : 0 %
  - Forêts et région boisée : 0 %
  - Autres : 78 % (1993 estimation)
- Catastrophes naturelles : typhons (De novembre à mars)